# Patrick Verschueren
Pour l’article homonyme, voir Patrick Verschueren pour le metteur en scène de théâtre.
Pour les articles homonymes, voir Verschueren.
Patrick Verschueren, né le 12 septembre 1962 à Malines, est un coureur cycliste belge. Il devient professionnel en 1984 et le reste jusqu'en 1992. Il remporte huit victoires durant cette période.
Son père René a également été coureur cycliste chez les amateurs dans les années 1950 et 1960.

## Palmarès
- 1984
  - Prologue du Tour des régions italiennes (contre-la-montre par équipes)
- 1988
  - Coupe Sels
- 1990
  - 2e du Circuit du Houtland
  - 2e du Grand Prix Marcel Kint

## Résultats sur les grands tours

### Tour de France
4 participations
- 1987 : 125e
- 1990 : 129e
- 1991 : 130e
- 1992 : abandon (7e étape)

### Tour d'Espagne
1 participation
- 1985 : abandon (18e étape)